# تومان قیصرانی
تومان قیصرانی (به انگلیسی: Tuman Qaisrani) یک شهرک در پاکستان است که در ناحیه دیره غازی خان واقع شده‌است.